# Charles Tilston Bright

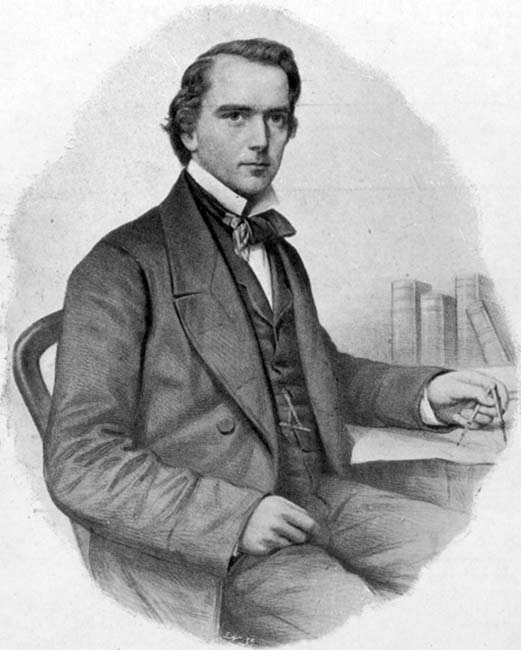
Charles Tilston Bright

Sir Charles Tilston Bright (* 8. Juni 1832 in Wanstead, Essex; † 3. Mai 1888 in Abbey Wood, Kent) war ein englischer Elektrotechniker.
Charles Tilston Bright besuchte die Merchant Taylor´s School und begann 1847 als Hilfsarbeiter für Kabelarbeiten bei der im Vorjahr gegründeten Magnetic Telegraph Company in London. Die Firmenleitung erkannte sein Talent, ernannte ihn 1852 zum Ingenieur und trug ihm 1853 die unterirdische Verlegung von mehreren Tausend Meilen Telegrafenkabel in England auf. Im gleichen Jahr wurde er mit der Verlegung seines ersten Seekabels von schottischen Portpatrick zum irischen Donaghadee beauftragt.
Mit Josiah Latimer Clark entwickelte er eine Asphaltmischung für die Ummantelung von Tiefseekabeln. Es wurde bekannt als 'Bright and Clark’s compound' und wurde 1863 patentiert (No. 466). Mit Alexander Graham Bell entwickelte er 1855 einen akustischen Telegrafen.
Als Cyrus W. Field 1856 in New York, für den erstmaligen Versuch, ein Transatlantik-Kabel zwischen Trinity Bay auf Neufundland und Irland zu verlegen, seine Atlantic Telegraph Company gründete, gewann er John Watkins Brett und Bright als Chefelektriker. Ferner war Wildman Whitehouse (1816–1890) engagiert. Nach zwei missglückten Versuchen gelang am 5. August 1858 die Anlandung des Transatlantik-Kabels auf Valentia Island im irischen Kerry. Bright wurde wenige Tage danach in Dublin zum Knight Bachelor geschlagen. Obgleich das Kabel im Oktober wieder ausfiel, war die Ausführbarkeit einer Transatlantik-Kabelverlegung bewiesen.
Bright wirkte als beratender Ingenieur bei der zweiten (1865) und dritten (1866) Transatlantik-Kabelverlegung und führte die Aufsicht bei den Tiefseekabel-Verlegungen durch das Mittelmeer (1861–1873) und der Kabelverlegung in Westindien (1865–1868).
Von 1865 bis 1868 war er Abgeordneter der Liberalen von Greenwich im Parlament. Eine erneute Kandidatur lehnte er ab.